# قائمة الأفلام المصرية سنة 1966
هذه قائمة بالأفلام المصرية لسنة 1966 مرتبة أبجديا

## 1966
- شياطين الليل
- كنوز
- جناب السفير
- صغيرة على الحب
- فارس بني حمدان
- ليلة الزفاف
- شيء في حياتي
- الزوج العازب
- القاهرة 30
- خان الخليلي
- سيد درويش
- مراتي مدير عام
- مطلوب أرملة